# مجتبی دولت‌آبادی
مجتبی دولت‌آبادی  از سیاستمداران ایرانی بود، که در دوره‌های شانزدهم  بعنوان نماینده اصفهان در مجلس شورای ملی حضور داشت.